# اولوچائیر (بایبورد)
اولوچائیر {{ترکی|Uluçayır) (به کردی: Almişke) (به ارمنی: Ալմշկա) یک منطقهٔ مسکونی در ترکیه است که در بایبورد واقع شده‌است. اولوچائیر ۱۶۴ نفر جمعیت دارد.